# Birgitta Dahl

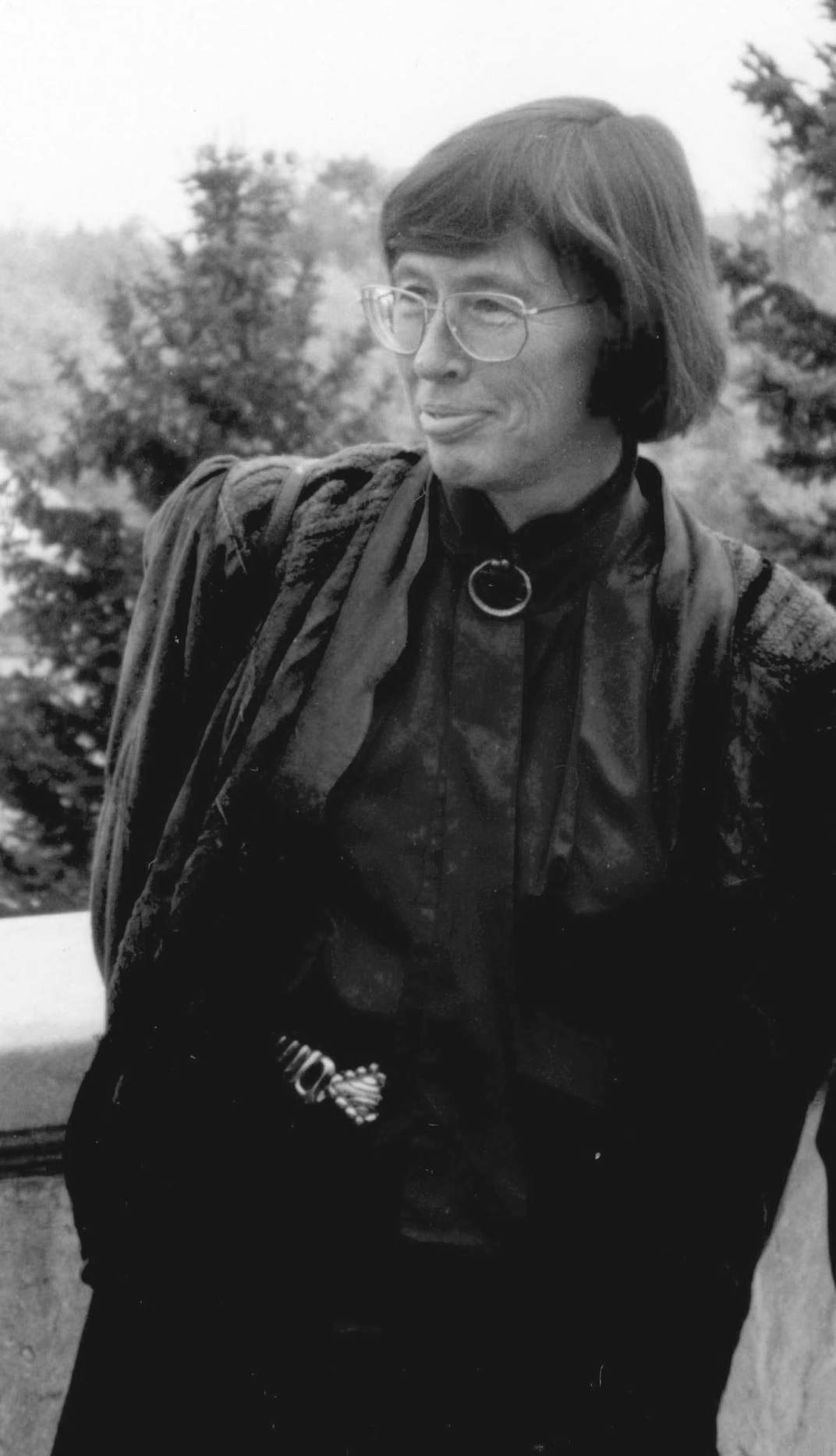
Birgitta Dahl (1990)

Rut Birgitta Dahl (* 20. September 1937 in Råda socken, Västergötland; † 26. November 2024) war eine schwedische Politikerin und Mitglied der Sveriges socialdemokratiska arbetareparti. Sie war von 1969 bis 2002 Abgeordnete im Reichstag und bekleidete nacheinander mehrere Ministerposten: Von 1982 bis 1987 war sie Wirtschaftsministerin, anschließend bis 1990 Umwelt- und Energieministerin und von 1990 bis 1991 Umweltministerin. Von 1994 bis 2002 amtierte sie zudem als Parlamentspräsidentin. Birgitta Dahl war viele Jahre lang Mitglied des Parteipräsidiums der Sozialdemokraten. Von 2005 bis 2011 war sie Vorsitzende der UNICEF in Schweden.

## Auszeichnungen
- 2002: Großes Goldenes Ehrenzeichen am Bande für Verdienste um die Republik Österreich[2]